# Willow (Oklahoma)
Willow es un pueblo ubicado en el condado de Greer en el estado estadounidense de Oklahoma. En el año 2010 tenía una población de 	149 habitantes y una densidad poblacional de 212,86 personas por km².

## Geografía
Willow se encuentra ubicado en las coordenadas 35°03′09″N 99°30′34″O / 35.052527, -99.509531.

## Demografía
Según la Oficina del Censo en 2000 los ingresos medios por hogar en la localidad eran de $29,167 y los ingresos medios por familia eran $43,750. Los hombres tenían unos ingresos medios de $23,958 frente a los $28,333 para las mujeres. La renta per cápita para la localidad era de $16,630. Alrededor del 9.0% de la población estaban por debajo del umbral de pobreza.